# ФК Кривбас
ФК „Кривбас“ (съкращение от Криворожки басейн) е футболен клуб от град Кривой рог, Днепропетровска област, Украйна.
Клубът играе в Украинската висша лига. Домакинските си мачове ФК „Кривбас“ играе на стадион „Металург“ (29 734 седящи места).
Отборът дебютира в украинската премиер лига през сезон 1992/1993. Той е винаги в горната част на таблицата още от дебютирането си. Най-добрият му успех е 3-то място през 1999 и през 2000 г. Отборът е финалист за купата на Украйна през сезон 1999/2000.